# 費雪氏海馬
費雪氏海馬為輻鰭魚綱棘背魚目海龍魚科的其中一種，分布於中西太平洋區的夏威夷群島海域，體長可達8公分，屬肉食性，以小型甲殼類為食，卵胎生。